# Henrieta Farkašová
Henrieta Farkašová (née le 3 mai 1986 à Rožňava) est une skieuse alpine slovaque. Paricipant à trois éditions des Jeux paralympiques, dans la catégorie déficient visuel B3, elle remporte avec sa guide Natália Šubrtová, avec laquelle elle est associée depuis 2008, onze médailles paralympiques, dont neuf titres, trois lors de l'édition de 2010 à Whistler Creekside, où elle remporte également une médaille d'argent, deux titres en 2014 à Sotchi, avec une médaille de bronze, et quatre lors des Jeux de 2018 à Pyeongchang. Elle cumule également douze titres de championne du monde.

## Biographie
Lors des Jeux paralympiques d'hiver de 2010, elle remporte trois médailles d'or, le slalom géant, le super-combiné et le super-G. Elle a également remporté une médaille d'argent en descente lors de cet événement.

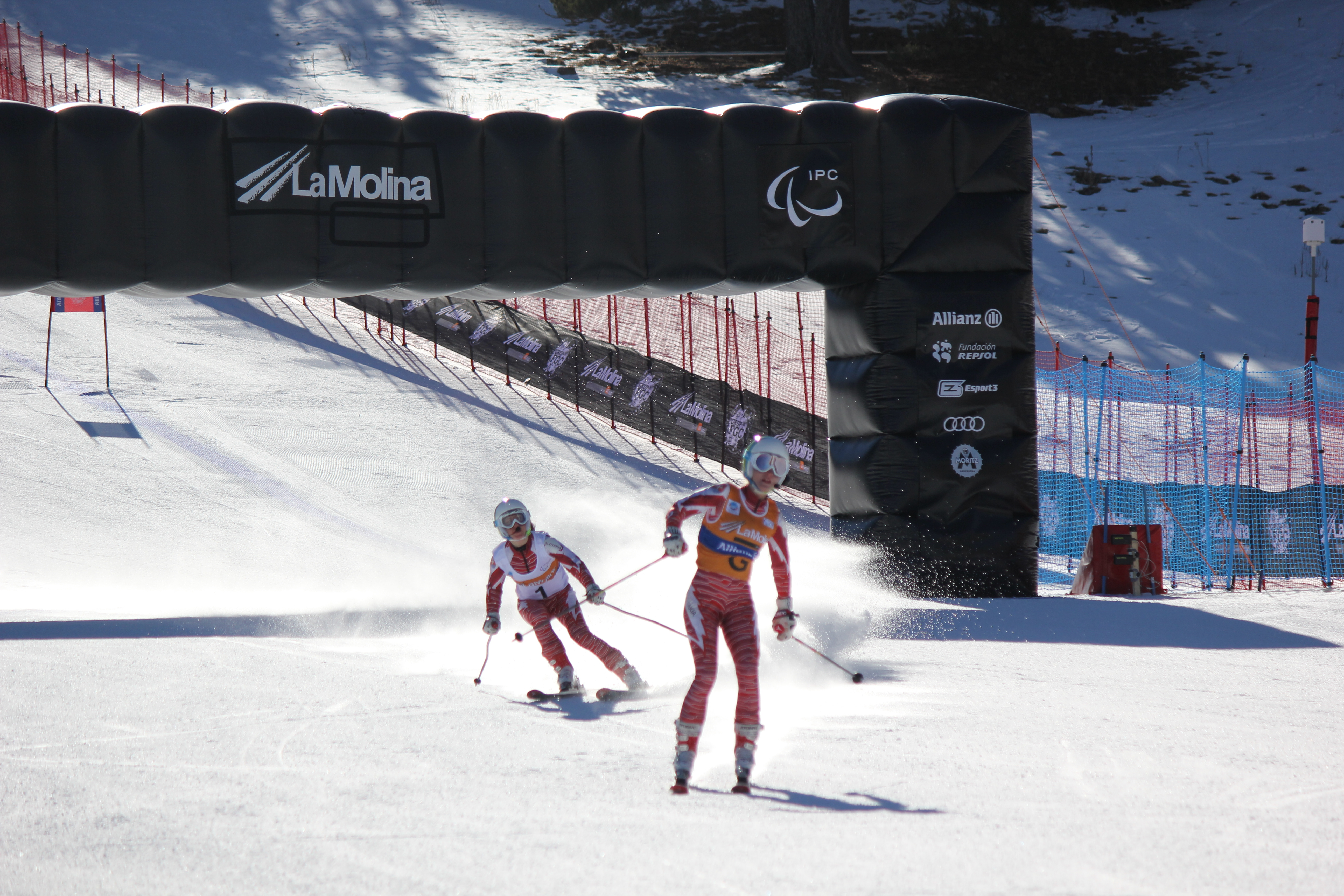
Henrieta Farkašová et sa guide Natalia Subtrova lors des championnats du monde 2013.

Lors des championnats du monde 2013 à La Molina, elle remporte trois titres, la descente, le slalom géant et le slalom avant se fracturer le poignet et trois côtes. Lors des Jeux paralympiques de 2014 à Sotchi, elle remporte la descente, devant la Britannique Jade Etherington et la Russe Aleksandra Frantceva (en). Elle remporte ensuite la médaille de bronze lors du slalom remporté par Aleksandra Frantceva devant Jade Etherington. Elle remporte une troisième médaille lors du slalom géant, terminant première devant la Russe Aleksandra Frantceva et l'Australienne Jessica Gallagher.
Elle se blesse au genou en octobre de la même année, ce qui la tient éloignée des compétitions pendant deux ans et demi.
Lors des Jeux paralympiques de 2018 de Pyeongchang, elle remporte le premier titre attribué lors de cette édition, en descente, catégorie déficient visuel, ce qui constitue son sixième titre olympique. Le lendemain, elle s'impose sur le Super-G, devant la Britannique Millie Knight comme la veille. Deux jours plus tard, lors du combiné, elle devance la Britannique Menna Fitzpatrick. Elle remporte sa quatrième médaille en quatre épreuves disputées en s'imposant sur le slalom géant, de nouveau devant Menna Fitzpatrick.
Le 18 février 2019, elle reçoit le prix "sportif de l'année avec un handicap" lors des Laureus World Sports Awards.

### Divers
Sa devise est : « Rien n'est impossible ».

## Palmarès

### Jeux paralympiques
| Épreuve / Édition | Descente | Super-G | Slalom géant | Slalom | Super-Combiné |
| ----------------- | -------- | ------- | ------------ | ------ | ------------- |
| Vancouver 2010    | Argent   | Or      | Or           | 5e     | Or            |
| Sotchi 2014       | Or       | DSQ     | Or           | Bronze | DSQ           |
| Pyeongchang 2018  | Or       | Or      | Or           | Argent | Or            |
| Pékin 2022        | Or       | DNF     | DNF          |        | Or            |

### Championnats du monde IPC
| Épreuve / Édition | Descente | Super-G | Slalom géant | Slalom | Super-Combiné |
| ----------------- | -------- | ------- | ------------ | ------ | ------------- |
| Pyeongchang 2009  | Or       | Or      | 6e           | 4e     | Argent        |
| Sestrieres 2011   | Or       | DNF     | Or           | Or     | Or            |
| La Molina 2013    | Or       | 6e      |              | Or     | DNS           |
| Tarvisio 2017     | Argent   | Or      | Or           | Or     | Or            |